# Temelucha stangli
Temelucha stangli är en stekelart som först beskrevs av William Harris Ashmead 1904.  Temelucha stangli ingår i släktet Temelucha och familjen brokparasitsteklar. Inga underarter finns listade i Catalogue of Life.